# Tribelaceae
Classification APG II (2003)
Famille
Classification APG III (2009)
La famille des Tribelacées comprend une seule espèce, Tribeles australis. 
C’est une plante buissonnante non-résineuse, originaire des zones tempérées d’Amérique du Sud.

## Étymologie
Le nom vient du genre Tribeles, qui vient du grec τριβελής / tribelís, « à trois pointes », en référence à la forme des feuilles triacuminées, c'est-à-dire munies de 3 pointes.

## Classification
La classification phylogénétique la situe à la base des Campanulidées (Classification APG#Campanulidées ou Euastéridées II (anglais euasterids II)Euasterids II).
Le Angiosperm Phylogeny Website et le site GRIN [7 décembre 2006] incluent cette espèce dans la famille des Escalloniacées.
En classification phylogénétique APG III (2009) cette famille est invalide ; cette espèce est incorporée dans la famille Escalloniaceae.